# Frédéric Théobald Guerrier
Pour les articles homonymes, voir Guerrier (homonymie).
Frédéric Théobald Guerrier — dit Fritz Guerrier —, né le 28 février 1913 à Ingwiller (Bas-Rhin) et mort le 16 février 1981 dans la même ville, est un pasteur, inspecteur ecclésiastique et campanologue français, qui est l'une des figures marquantes du protestantisme alsacien au XXe siècle.

## Famille et formation
Fils du pasteur Frédéric Guerrier et de Lucie Wurtz, il épouse le 28 décembre 1936 Ève Westphal, fille du pasteur Adolphe Westphal et de Marie Beyler. Le couple a six enfants, dont Annemarie Guerrier-Lienhard, professeur d’éducation musicale et d’orgue. De 1941 à 1944 les autorités d’occupation lui imposent de changer de nom. Il s'appelle alors Hasselmann, nom d'un ancêtre.
Après ses études secondaires au Collège de Bouxwiller, il entreprend des études à la faculté de théologie protestante de Strasbourg (1930-1934) et à celle de Bâle (1934-1935).

## Activités professionnelles
Il est vicaire puis pasteur administrateur de la paroisse de Forbach (1935-1937), pasteur à Ernolsheim-lès-Saverne (1937-1942) puis à Imbsheim (1942-1962) et à Ingwiller (1962-1978). De 1946 à 1950 il est également directeur de l’établissement des diaconesses du Neuenberg (Ingwiller). De 1962 à 1978 il est inspecteur ecclésiastique de l’inspection de Bouxwiller. À ce titre il est aussi membre du Consistoire Supérieur de l’Église de la Confession d’Augsbourg d’Alsace et de Lorraine (ECCAL). Il est l’auteur de nombreux articles publiés par Le Messager évangélique .
Souvent invité à prêcher dans le cadre de cultes de fête, il prononce également de nombreuses conférences, portant en particulier sur des sujets œcuméniques. Dans le cadre de la commission Pro Ministerio, il participe à la formation cultuelle et homilétique de nombreux jeunes pasteurs. Il est également membre de nombreuses commissions de l’ECAAL.
Il se fait connaître aussi dans toute l’Alsace et au-delà du protestantisme comme campanologue. Il expertise d’innombrables cloches et fait installer de nouvelles sonneries, participant activement en particulier à l’installation de celles de la cathédrale de Strasbourg en 1977, en recourant au fondeur de cloches Friedrich Wilhelm Schilling (de) de Heidelberg.

## Orientations et rayonnement
Au départ il est marqué par la tradition luthérienne de sa famille et il y reste fidèle. Mais son appartenance pendant plusieurs années à la Confrérie Saint-Michaël le sensibilise tout particulièrement à la liturgie et l’oriente vers une prise en compte plus forte de la réalité de l’Église. Sa participation aux réunions du groupe Una Sancta en Alsace l’ouvre à l’œcuménisme dont il est, avant et après le concile Vatican II, l’un des acteurs les plus connus de la région. Par sa spiritualité, sa profondeur théologique et aussi par son aménité et son humour, il a été l’une des personnalités marquantes du protestantisme alsacien au XXe siècle.

### Archives
- Dossier personnel dans les Archives du Directoire de l'ECAAL
- Archives familiales Guerrier-Lienhard